# キム・ソイ
キム・ソイ （1971年2月23日 - ）は、大韓民国の女優。
2003年にドラマ「宮廷女官チャングムの誓い」で演じたミン尚宮ことミン・グィヨル役が好評で、人気が上昇。
2005年にNHKの韓国ドラマ特集番組「チャングムの誓い大事典」にゲスト出演した。
夫と離婚していたことが報じられた。

## 出演作品

### ドラマ
- 女の男（1993年、MBC）
- 総合病院（1994年-1996年、MBC） - マ・サンミ役
- 王妃チャン・ノクス～宮廷の陰謀～（1995年、KBS） - チョニャン役
- 宮廷女官チャングムの誓い（2003年-2004年、MBC） - ミン・グィヨル役
- 結婚したい女（2004年、MBC） - コ・ヒスク役
- 拝啓、ご両親様（2004年-2005年、KBS）
- 不滅の李舜臣（2004年-2005年、KBS） - ボルム役
- 春の日の微笑み（2005年、MBC）
- 独身天下（2006年、SBS） - ハン・ヨンミ役
- イ・サン（2007年-2008年、MBC） - キム・ジョングム役
- 総合病院2（2008年-2009年、MBC） - マ・サンミ役
- トンイ（2010年、MBC） - ポン・マルグム役
- となりの美男<イケメン>（2013年、tvN） - チョンイム役
- ホジュン〜伝説の心医〜（2013年、MBC） - ハドン役
- 華政（ファジョン）（2015年、MBC） - チェ尚宮役